# Tallboy
La Tallboy  era una bomba a caduta libera di costruzione britannica usata dalla Royal Air Force durante la seconda guerra mondiale. Il suo peso di 12 000 lb (5 443 kg) ne fa una delle più pesanti bombe mai costruite. Essendo sprovvista di sistemi di guida o di freno aerodinamico, arrivava sul bersaglio "in caduta libera".

## Descrizione
Poteva essere trasportata sull'obiettivo dai bombardieri strategici Avro Lancaster opportunamente modificati, agganciando l'ordigno esternamente sotto la fusoliera, come per la Grand Slam di maggiori dimensioni.
Oltre alla potenza distruttiva la sua onda d'urto veniva impiegata per generare un'onda sismica che faceva collassare le strutture, riuscendo a distruggere anche bunker profondamente interrati e fortificazioni invulnerabili alle bombe di dimensioni minori.

## Vettori
Regno Unito
- Avro Lancaster